# Karol Szymanowski

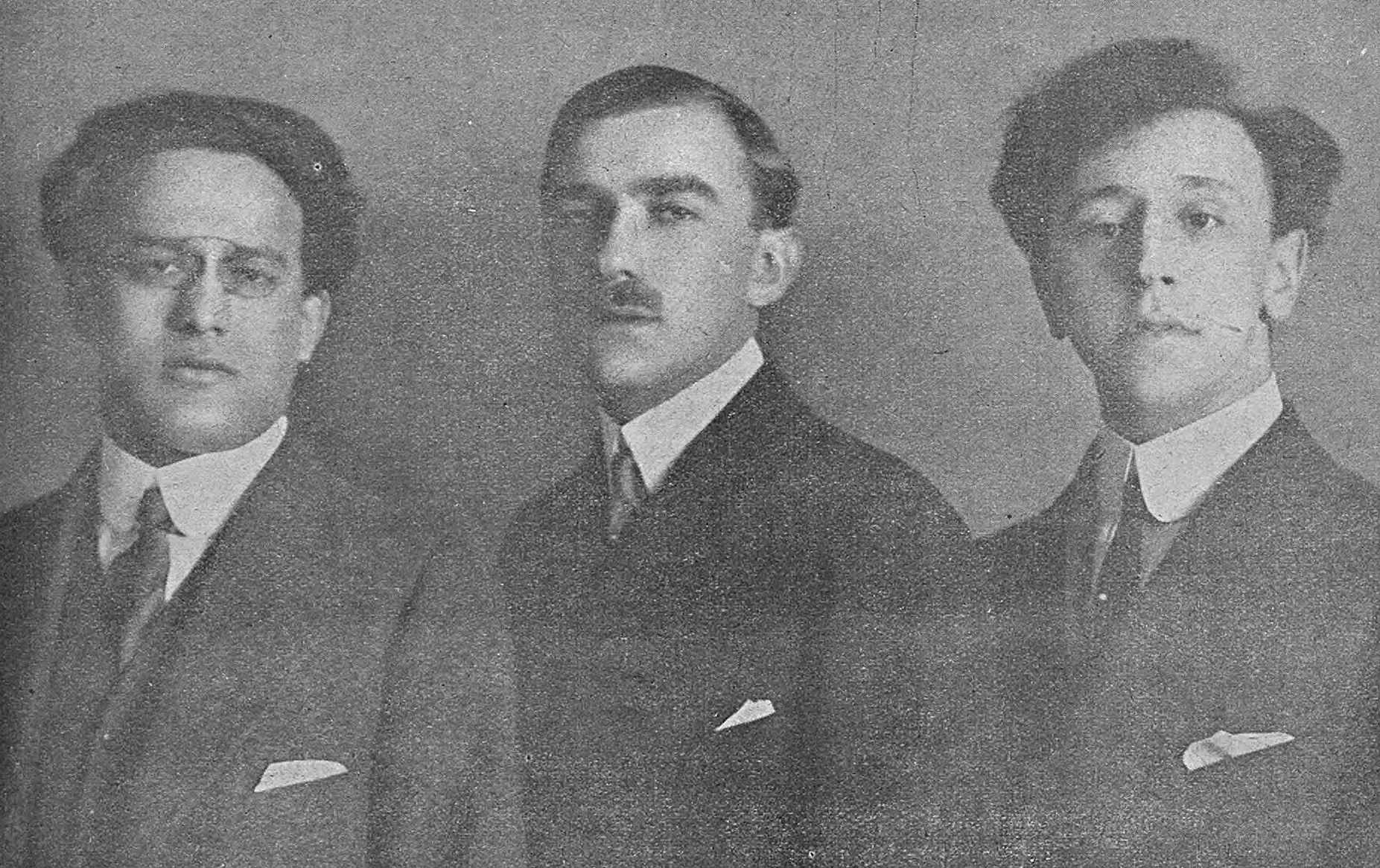
Grzegorz Fitelberg, Karol Szymanowski, Artur Rubinstein (1912)

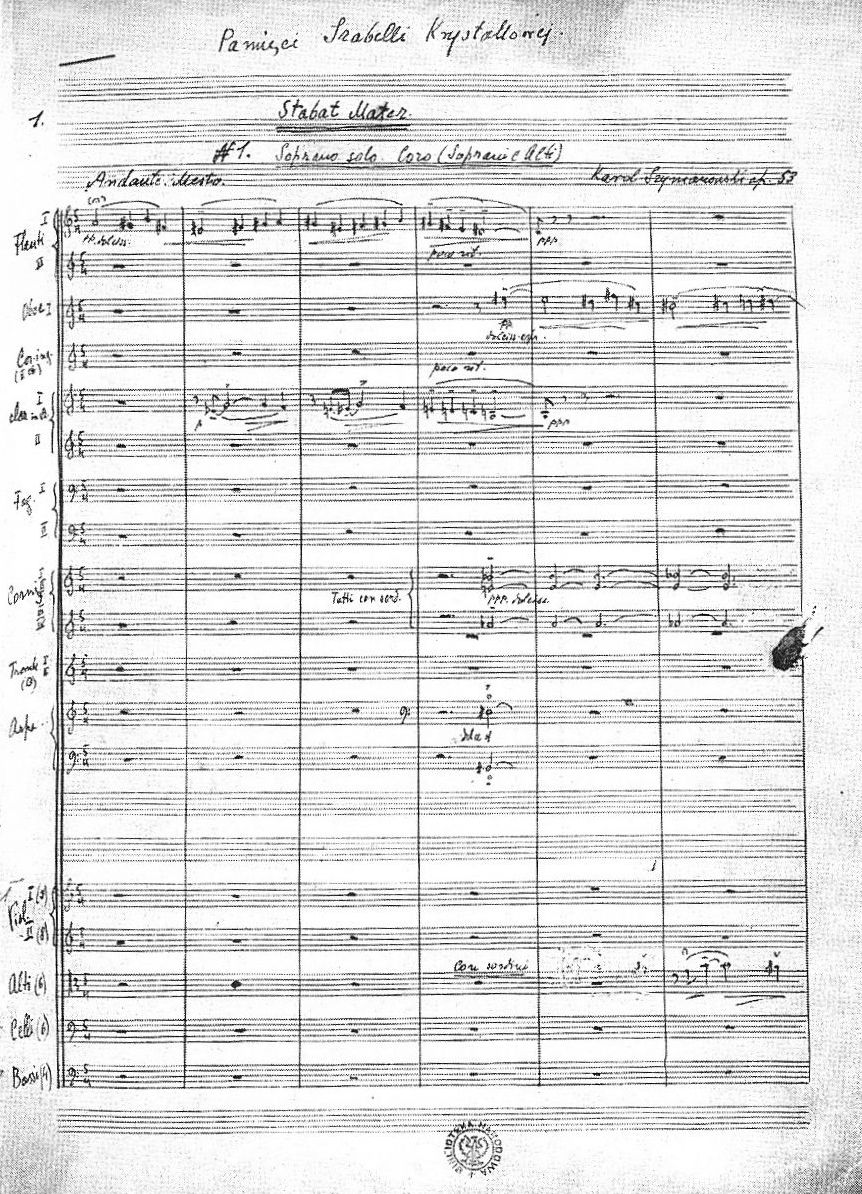
Autograf partytury Stabat Mater zamówionej u Karola Szymanowskiego przez Bronisława Krystalla, 1926

Muzeum Karola Szymanowskiego w willi „Atma” w Zakopanem

Karol Maciej Szymanowski (ur. 21 września?/3 października 1882 w Tymoszówce, zm. 29 marca 1937 w Lozannie) – polski kompozytor, pianista, pedagog i pisarz.
Wraz z Grzegorzem Fitelbergiem, Ludomirem Różyckim i Apolinarym Szelutą należał do grupy kompozytorów Młodej Polski. Uznawany za jednego z najwybitniejszych polskich kompozytorów. W 1930 został uhonorowany godnością doktora honoris causa Uniwersytetu Jagiellońskiego. 

## Życiorys

### Pochodzenie
Pochodził z bardzo starej polskiej rodziny Korwin-Szymanowskich z Mazowsza, która początkowo pieczętowała się Jezierzą, a potem Ślepowronem. Zagrożony utratą majątków po upadku powstania kościuszkowskiego, prapradziad Karola – Dominik, zmuszony był opuścić Warszawę i zamieszkać w odziedziczonych dobrach swej żony Franciszki z Rościszewskich na Ukrainie naddnieprzańskiej. Od tego czasu stał się protoplastą gałęzi ukraińskiej Szymanowskich. Wieś Tymoszówkę odziedziczył Karol po swym dziadku Feliksie Szymanowskim. Rodzina matki (z domu Taube) pochodziła z Kurlandii.

### Dzieciństwo i młodość
Rodzina miała szerokie zainteresowania muzyczne: ojciec Stanisław grał na fortepianie i wiolonczeli, brat Feliks był pianistą, siostra Stanisława Korwin-Szymanowska (zm. 1938) była śpiewaczką (sopran), a najmłodsza siostra Zofia Szymanowska (1893–1946, żona Mieczysława Grzybowskiego i płk. Gabriela Kociuby) pisała teksty do utworów Karola i tłumaczyła jego dzieła.
W wieku siedmiu lat Karol rozpoczął domową edukację, z akcentem położonym na naukę muzyki. Drobne kalectwo (niepełnosprawna noga) ograniczało jego aktywność fizyczną. Najpierw uczył się pod kierownictwem ojca, a potem, od 1892, w szkole muzycznej swego wuja Gustawa Neuhausa, lokalnego nauczyciela muzyki, który odkrył u młodego Szymanowskiego zdolności kompozytorskie. W szkole Neuhausa w Jelizawetgradzie zapoznał się z dorobkiem artystycznym romantyzmu, w szczególności niemieckiego. W latach 1901–1903 studiował w Warszawie u Marka Zawirskiego (harmonia) i prof. Zygmunta Noskowskiego (kontrapunkt i kompozycja). W tym czasie poznał Pawła Kochańskiego, Artura Rubinsteina, Grzegorza Fitelberga, Stanisława Ignacego Witkiewicza „Witkacego” i Stefana Żeromskiego.

### Lata dorosłe
W latach 1903–1905 przebywał w Berlinie, gdzie poznał się z Richardem Straussem, który stał się jego mistrzem w następnych latach. Zainspirowany muzyką niemieckiego kompozytora skomponował swe pierwsze symfonie.
W 1905 odbył wspólnie z Witkacym pierwszą podróż do Włoch, po której Witkiewicz zerwał znajomość z Szymanowskim. W tym samym roku wraz z Grzegorzem Fitelbergiem, Ludomirem Różyckim i Apolinarym Szeluto założył Spółkę Nakładową Młodych Kompozytorów Polskich. W 1906 odbyły się koncerty kompozytorskie członków Spółki w Warszawie i Berlinie. W następnych latach podróżował po Europie, w tym kilkakrotnie do Berlina i Lipska.
W 1908 zaprzyjaźnił się bliżej ze Stefanem Spiessem, przemysłowcem i mecenasem sztuki, który pomagał mu w utrzymaniu i finansował jego działalność. Na koszt Spiessa i jego matki zorganizowano w Berlinie i w Wiedniu dwa koncerty, poświęcone w całości muzyce kompozytora, którym Szymanowski zawdzięczał podpisanie wieloletniego kontraktu wydawniczego z wiedeńską „Universal Edition”. Spiess finansował także ich wspólne podróże do Włoch. W marcu 1914 odbyli najdłuższą i ostatnią wspólną podróż przez Sycylię i Afrykę Północną, gdzie przez trzy tygodnie zwiedzali Algier, Biskrę i Tunis.
Okres I wojny światowej artysta spędził w rodzinnej Tymoszówce, intensywnie pracując. Skomponował wtedy między innymi III symfonię, I Koncert skrzypcowy i I Kwartet smyczkowy. Podczas rewolucji bolszewickiej rodzina Szymanowskich straciła swój majątek ziemski.
W 1920 mąż siostry Karola Szymanowskiego – Stefan Bartoszewicz, urzędnik ministerstwa handlu w Warszawie, kupił opuszczoną przez Niemców (masowo emigrujących, po decyzji traktatu wersalskiego o przyznaniu Polsce Pomorza i Wielkopolski) willę w Bydgoszczy dla rodziny Szymanowskich. W latach 1921–1924 w willi tej (przy ul. Kozietulskiego 5 na bydgoskim osiedlu Bielawy) mieszkał wraz z matką Anną Szymanowską, siostrą Stanisławą i bratem Feliksem. W tym czasie skomponował m.in. pieśni do cyklu wierszy Juliana Tuwima pod nazwą „Słopiewnie”, inicjujące nowy okres w jego twórczości oraz eseje o Igorze Strawińskim i Fryderyku Chopinie. W połowie lat 20 XX w. rodzina przeniosła się do Warszawy, gdzie Karol odniósł pierwsze wielkie sukcesy artystyczne i ostatecznie został pierwszym rektorem Warszawskiego Konserwatorium Muzycznego.
Karol Szymanowski był gejem. Jego partnerami byli m.in. pisarz Jarosław Iwaszkiewicz (z którym był spokrewniony), poeta i tancerz Borys Kochno, lekarz Aleksander Szymielewicz oraz aktor Witold Conti.

### Ostatnie lata i śmierć
W 1930 cierpiący na gruźlicę Szymanowski na stałe zamieszkał w wynajmowanej willi „Atma” w Zakopanem (obecnie Oddział Muzeum Narodowego w Krakowie), skąd kierował Akademią Muzyczną w Warszawie (1930–1932) oraz często wyjeżdżał na leczenie do szwajcarskich sanatoriów. Gruźlica zaatakowała gardło kompozytora, wskutek czego Szymanowski nie był w stanie niczego jeść. Zmarł 29 marca 1937 w czasie snu, w klinice Du Signal w Lozannie. Pogrzeb odbył się 7 kwietnia 1937 w Krakowie. Nabożeństwo żałobne miało miejsce w kościele Mariackim. Kompozytor został pochowany w Krypcie Zasłużonych na Skałce. Podczas ceremonii złożenia trumny w krypcie kapela góralska Obrochtów zagrała podhalańską nutę żałobną Ej, kiedy Janicka wiedli do Lewoce... Serce Szymanowskiego spłonęło 6 sierpnia 1944 roku podczas powstania warszawskiego razem z kaplicą Sióstr Sercanek w Kościele św. Krzyża.
Przełom XX / XXI wieków przyniosły renesans twórczości kompozytora. Siłą sprawczą owego ożywienia jest sir Simon Rattle, który ze swoją City of Birmingham Orchestra nagrał dla koncernu EMI 4 albumy monograficzne (w tym jeden podwójny) zawierające: 3. symfonię, Stabat Mater, Litanię do Maryi Panny, Pieśni księżniczki z baśni (z Iwoną Sobotką) oraz oba koncerty skrzypcowe. Nagrania te otrzymały dwie prestiżowe Grammophon Awards. W dyskografii dyrygenta znajdują się również Harnasie, Król Roger, Pieśni miłosne Hafiza (z Magdaleną Koženą), a także 4. symfonia koncertująca.

## Twórczość muzyczna

### Periodyzacja
Przemiana stylu kompozytorskiego Karola Szymanowskiego następowała stopniowo. Wyróżnia się jednak zwykle trzy etapy jego twórczości. Do roku 1913 jest to faza dojrzewania twórczego, poszukiwania indywidualnych środków wyrazowych. Na lata 1914–1919 przypada okres inspiracji kulturami orientalnymi i antycznymi. Ostatni etap wyznacza się orientacyjnie na lata 1920 do 1937 roku. W tym czasie Szymanowski zwraca się w stronę polskiej ludowości, folkloru, szczególnie podhalańskiego. Podział ten ma charakter umowny, jest dużym uproszczeniem. Operę Król Roger, którą bez wątpienia należałoby przypisać do etapu drugiego, kończył Szymanowski jeszcze w 1924 roku. Natomiast cykl pieśni Słopiewnie, który nawiązuje do polskiej muzyki tradycyjnej, powstała już w 1920 roku.

### Wczesna twórczość
Szymanowski wychowywał się w ziemiańskiej, stosunkowo bogatej, inteligenckiej rodzinie o bogatych tradycjach kulturalnych. Od najmłodszych lat miał kontakt z kanonem arcydzieł kultury zachodnioeuropejskiej, w tym z wydaniami dzieł Bacha, Mozarta czy Chopina. Miejscowość Tymoszówka, gdzie się wychował, leżała na wschodnich rubieżach przedrozbiorowej Polski. Był to tygiel narodowości (Polacy, Rusini, Żydzi, Ormianie, Kozacy, Tatarzy, Niemcy). Warto pamiętać o tych dwóch czynnikach, które w znacznym stopniu przyczyniły się do ukształtowania wrażliwości kompozytora. Bez wątpienia znaczny wpływ miały również pierwsze wrażenia operowe Szymanowskiego. Jako dziecko był na przedstawieniu Rusałki Aleksandra Dargomyżskiego. Pobudziła ona jego wyobraźnię do tego stopnia, że wraz z rodzeństwem sam układał i wykonywał przedstawienia teatralno-muzyczne z okazji spotkań rodzinnych. W wieku 12 lat przy okazji wyjazdu rodziny do Szwajcarii był świadkiem wystawienia w Wiedniu opery Lohengrin Wagnera.

Najwcześniejsze wydane utwory Szymanowskiego zostały napisane na fortepian. Wpływ muzyki Fryderyka Chopina jest oczywisty, ale ich nastrojowość i harmonika są już późnoromantyczne. Często porównuje się te utwory z wczesnymi dziełami Aleksandra Skriabina (m.in. Etiudy op. 4 Szymanowskiego z Etiudami op. 8 Skriabina), który również wychował się w kulcie pianistyki Chopina. Po rozpoczęciu studiów kompozytorskich w Warszawie pod kierunkiem Zygmunta Noskowskiego Szymanowski napisał wiele utworów o klasycznych formach, z których później nie był zadowolony. Już w trakcie pisania I Symfonii f-moll komentował w liście ˌˌbędzie to jakieś monstrum kontrapunktyczno-harmoniczno-orkiestroweˈˈ. W 1904 roku usłyszał po raz pierwszy filharmoniczne wykonanie swojego dzieła, Uwertury koncertowej E-dur, op. 12. Utwory te zdradzają olbrzymi wpływ, szczególnie w instrumentacji, muzyki Wagnera i jeszcze bardziej Richarda Straussa. W Fantazji na fortepian op. 14 wszystkie części zespolone są wspólnym materiałem motywicznym, co między innymi budzi skojarzenia z Sonatą h-moll Franza Liszta. Poza oczywistymi inspiracjami nie można jednak Szymanowskiemu odmówić talentu melodycznego, znajomości technik wariacyjnych, śmiałych niekiedy poszukiwań harmonicznych czy pianistycznego wirtuozostwa. W tym młodzieńczym okresie twórczości kompozytora najbardziej osobisty charakter mają pieśni do słów Kazimierza Tetmajera, Wacława Berenta czy Jana Kasprowicza. Zdradzają one, w jakim kierunku będzie zmierzać ekspresja twórcza Szymanowskiego. Charakteryzują się one kontemplacyjnością, metafizyką, nastrojowością, pesymizmem. I tu warto zwrócić uwagę na analogie z twórczością innego wybitnego kompozytora, Hugo Wolfa (np. Łabędź op. 7 Szymanowskiego do niektórych pieśni Wolfa do tekstów Eduarda Mörike).

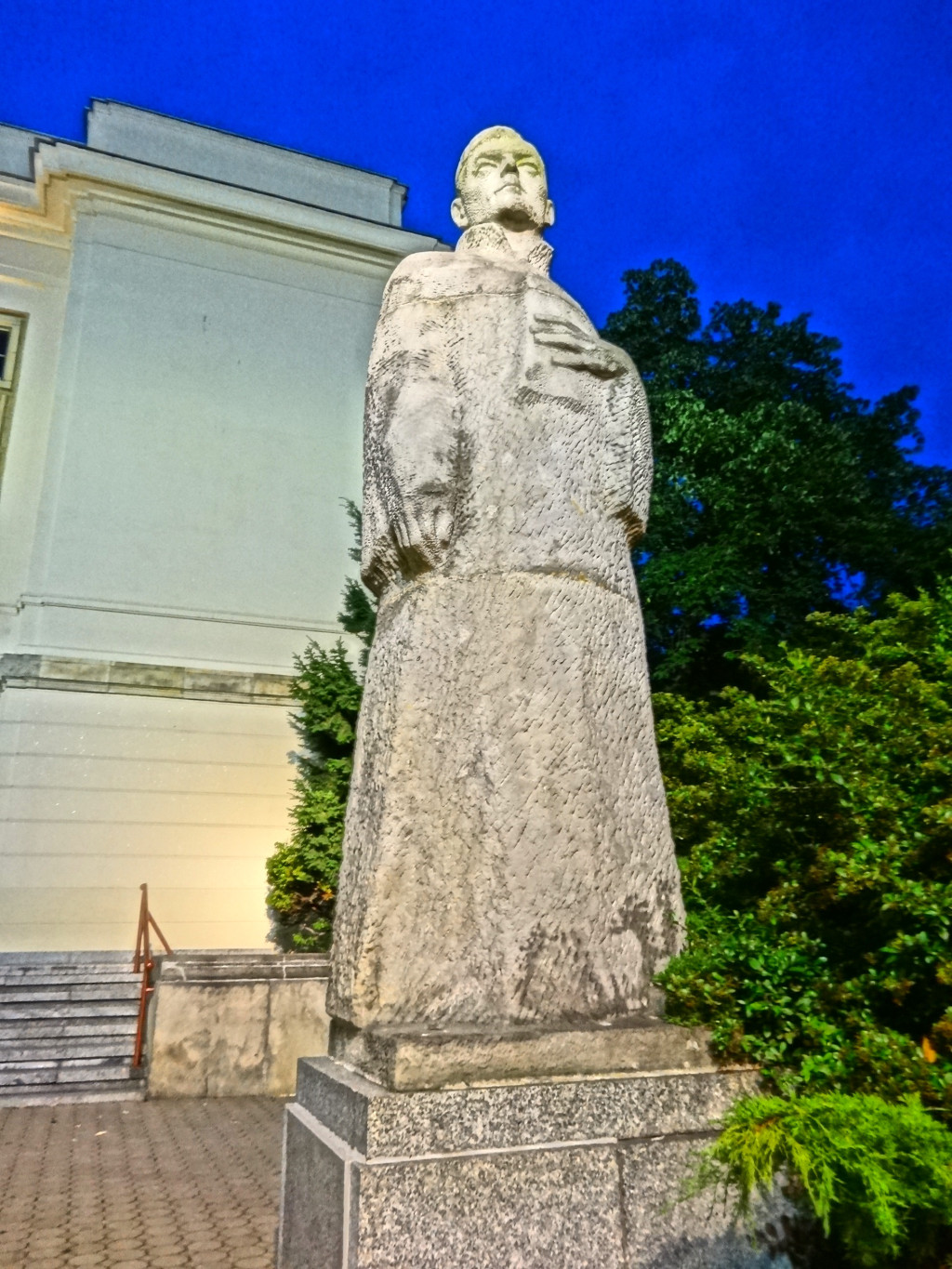
Pomnik Karola Szymanowskiego w Bydgoszczy (1959 r., w otoczeniu Filharmonii Pomorskiej jako jeden z posągów galerii pomników kompozytorów i wirtuozów)

### Fascynacja Orientem i starożytnością
W latach 1906–1912 Szymanowski często podróżował, głównie do Lipska, Berlina i Wiednia, gdzie starał się wybić w świecie kompozytorskim. Pozycja niemieckiej muzyki, ugruntowanej w drugiej połowie XIX wieku przez Wagnera i Brahmsa, zaczęła się w tym okresie chwiać. Szymanowskiego podróże do Berlina czy Wiednia zaczęły nużyć. Potrzebował nowych bodźców. Jednym z nich stała się muzyka Igora Strawińskiego, z którą zetknął się już w 1913 roku w Wiedniu (balet Pietruszka) i która od razu go oczarowała. Olbrzymi wpływ na kompozytora miały też dwie podróże do Włoch, na Sycylię oraz po Afryce Północnej. Szymanowski po powrocie sięgnął po niemieckie tłumaczenie poezji XIV-wiecznego, perskiego liryka Hafeza i napisał do nich Pieśni op. 24. W tym samym czasie pisał jeszcze operę Hagith w stylistyce Salome Richarda Straussa i jak można dowiedzieć się z listów, bardzo to kompozytorowi ciążyło. Wyraźnie zmieniały się jego zainteresowania. Wkrótce wybuchła I wojna światowa. Szymanowski wrócił do rodzinnej Tymoszówki, gdzie pozostawał aż do 1919 roku. Był to bardzo płodny okres w twórczości kompozytora. Powstało wiele dzieł inspirowanych Orientem, m.in. Pieśni muezina szalonego czy Pieśni księżniczki z baśni. Inspiracje te nie oznaczały tutaj nawiązań do materiału muzycznego świata arabskiego czy antycznego, był to raczej – orientalny impresjonizm. Szymanowskiego zafascynował swoisty mistycyzm, jaki odczuł będąc w Afryce i na Sycylii. Orient budził romantyczne skojarzenia z tajemniczymi ruinami, haremami, niewolnikami, sułtanami, baśniami, zmysłowością, ahistorycznością, snem.
Powstały w tym czasie również takie dzieła jak Maski op. 34, Mity op. 30 na skrzypce i fortepian czy III Symfonia Pieśń o nocy. Poza wyraźnymi inspiracjami pozamuzycznymi, zwykle literackimi, których Szymanowski już w tym okresie nie krył, istotnym przemianom uległ język muzyczny kompozytora. W dziełach tego okresu niemal zupełnie tracą siłę ciążenia tonalne systemu dur-moll. Szymanowski używa skali dwunastodźwiękowej, pentatoniki, skal całotonowych, nakłada na siebie skale, świadomie eksponuje trytony, sekundy małe, unika kadencjonowania. Zaciera się granica między planem linearnym (melodyka) a wertykalnym (harmonika). Często centrum tonalnym staje się współbrzmienie czy figura melodyczno-harmoniczna (Klangzentrum). Największe zmiany zachodzą jednak w kolorystyce instrumentalnej, wyraźnie odczuwa się poszukiwania indywidualnego, sensualistycznego brzmienia. W Mitach op. 30 stosuje Szymanowski wyszukaną artykulację skrzypiec, w tym tryle pojedyncze i podwójne, glissando z tremolem, flażolety, ćwierćtonowość. III Symfonię nie komponował już na podstawie szkiców fortepianowych, zależało mu na brzmieniu. Wielokrotnie podzielił grupę smyczków, stosuje glissanda harf, frullato dla instrumentów dętych, grę sul tasto i sul ponticello dla smyczków. III Symfonia, mimo że posiada klasyczną, czteroczęściową formę przypomina raczej obszerny poemat wokalno-symfoniczny. Ekspozycja tematów i przetworzenie przenikają się, wariacyjne zmiany tematów, przekształcenia motywiczne budują dramat zgodnie z programem pozamuzycznym. Bez wątpienia wpływ na twórczość Szymanowskiego w tym okresie mają przede wszystkim impresjoniści (Debussy, Ravel, Skriabin), jednak dzieła polskiego kompozytora wykazują olbrzymi indywidualizm twórczy. Drugi okres twórczości Szymanowskiego wieńczy opera, mająca cechy dramatu muzycznego czy wręcz misterium, Król Roger.

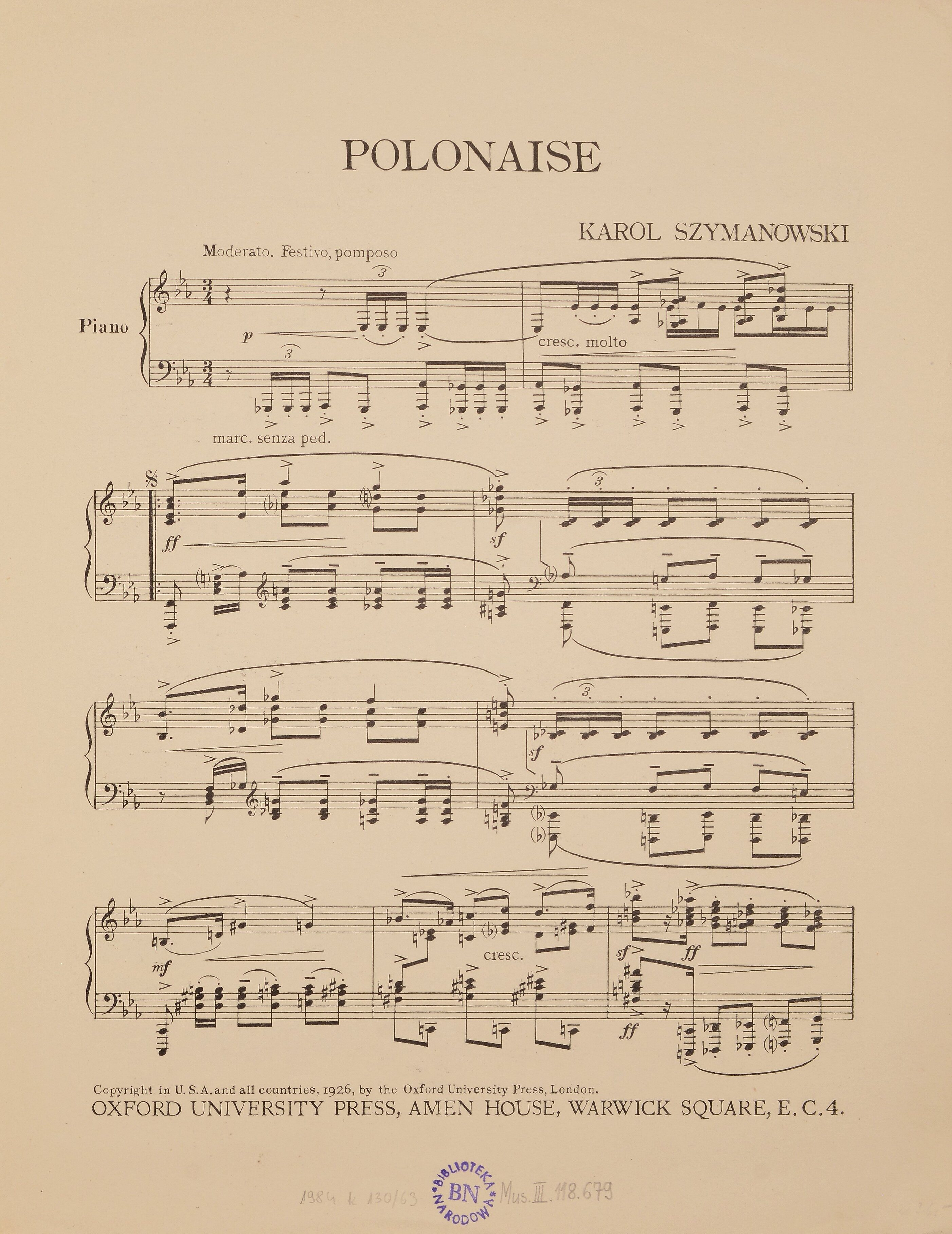
Polonaise – Karol Szymanowski

### Ludowość
K.Szymanowskiemu folklor nie był obcy, już w dzieciństwie zetknął się z wieloma ludowymi piosenkami. Miał olbrzymi sentyment do wiejskiego krajobrazu Ukrainy, ale nigdy nie czerpał z ich melodii czy skal. Chłopomania wśród polskiej inteligencji rosła. Po wojnie Polska odzyskała niepodległość, Szymanowski jako wielki patriota, społecznik zdawał sobie sprawę, jak wielką wartość integrującą naród może mieć sztuka. Przyjaciele, znajomi namawiali go do odwiedzin w Zakopanem. Muzykolodzy tacy jak Zdzisław Jachimecki czy Adolf Chybiński przybliżali mu środki techniczne, jakimi posługują się górale i zachęcali Szymanowskiego do twórczego ich wykorzystania. W 1921 roku kompozytor ukończył cykl pieśni Słopiewnie do słów Juliana Tuwima. Był to przełomowy utwór w jego twórczości. Zasadniczo środki warsztatu kompozytorskiego nie zmieniły się w stosunku do okresu środkowego, wciąż Szymanowski używał swobodnej harmoniki, skali dwunastotonowej, a wobec rozmycia podstawy tonalnej, integrował dzieła charakterystycznym brzmieniem. Teraz jednak wpisał w ten bardzo swobodny system ludowe skale, zwroty melodyczne, charakterystyczne dla regionu interwały.
Charakterystyczne są z tego okresu mazurki Szymanowskiego. Zderza on w nich rytmy związane z muzyką ludową Mazowsza i Kujaw z folklorem Podhala. W stosunku do mazurków Chopina, wzbogaca formę ABA, powracający po części środkowej temat jest zawsze zmieniony, ukazany w nowym świetle. Mazurki Szymanowskiego cechuje bogata melodyka i niezwykła, modernistyczna harmonika, w której kompozytor sięga do skali góralskiej, bitonalności czy łączenia różnych skal modalnych. Szczególnie zwraca na siebie zbiór dwudziestu Mazurków op. 50. Powstały w tym okresie również takie arcydzieła jak Pieśni kurpiowskie op. 58, Stabat Mater op. 53 czy balet Harnasie op. 55.
W ostatnich latach twórczości Szymanowskiego, w dziełach takich jak IV Symfonia koncertująca czy II Koncert skrzypcowy kompozytor bardzo oddala się od stylistyki pierwszego okresu twórczego, pozostającego pod wpływem muzyki niemieckiej, a także od drugiego. Unika przepychu, subiektywności, mistycyzmu. Jakby zarzucając nurt dionizyjski na rzecz nurtu apollińskiego. Upraszcza przy tym harmonikę, rezygnując z zawiłej chromatyki, upraszcza fakturę i formę. Styl tych dzieł może budzić skojarzenia z rodzącym się właśnie wtedy neoklasycyzmem (Strawiński, Bartók). Kolorystyka i ekspresja kompozycji Szymanowskiego są jednak tak indywidualne, że byłoby sporym nadużyciem zaklasyfikować je jako neoklasyczne czy witalistyczne.

## Twórczość literacka
Twórczość pisarska Szymanowskiego obejmuje około stu tekstów publicystycznych, dwie powieści, kilkadziesiąt drobnych szkiców literackich oraz wiersze. Większość utworów literackich ma charakter szkiców, nigdy nie rozwiniętych w szerszą całość. Jedynym wyjątkiem jest pisana w latach 1917–1919 wielowątkowa powieść Efebos, która jednak zachowała się jedynie we fragmentach.
Efebos, zawierający szereg autobiograficznych motywów, jest najszerzej pomyślanym literackim projektem Szymanowskiego. Dedykował ją swojemu kochankowi, Borysowi Kochno. Szymanowski za życia matki nie podjął prób opublikowania powieści, a manuskrypt przekazał przed śmiercią Iwaszkiewiczowi, który z kolei powstrzymywał się przed publikacją tekstu przez wzgląd na wciąż żyjącą Annę Szymanowską. Kiedy w 1939 ujawnił na antenie radia niewielki fragment utworu, młodsza siostra Szymanowskiego - Zofia, usiłowała odebrać manuskrypt pisarzowi. Rękopis spłonął we wrześniu 1939. Jeden z rozdziałów, podarowany Kochno (w przekładzie rosyjskim samego Szymanowskiego), ocalał. Ten fragment został wydany w Niemczech[11]. Całościowy skrót fabuły Efebosa przytacza w swojej książce Spotkania z Szymanowskim Iwaszkiewicz – przypuszczalnie jedyny, któremu dane było poznać całość.
Osobną, niewielką część twórczości stanowią rozproszone wiersze kompozytora.
Literackie próby Karola Szymanowskiego, zebrane i opracowane przez Teresę Chylińską, zostały wydane przez Polskie Wydawnictwo Muzyczne jako tom II („Pisma literackie”) publikacji: Karol Szymanowski, „Pisma”.
Karol Szymanowski jest pierwowzorem kompozytora Edgara Szyllera w powieści Sława i chwała Iwaszkiewicza.

## Ordery i odznaczenia

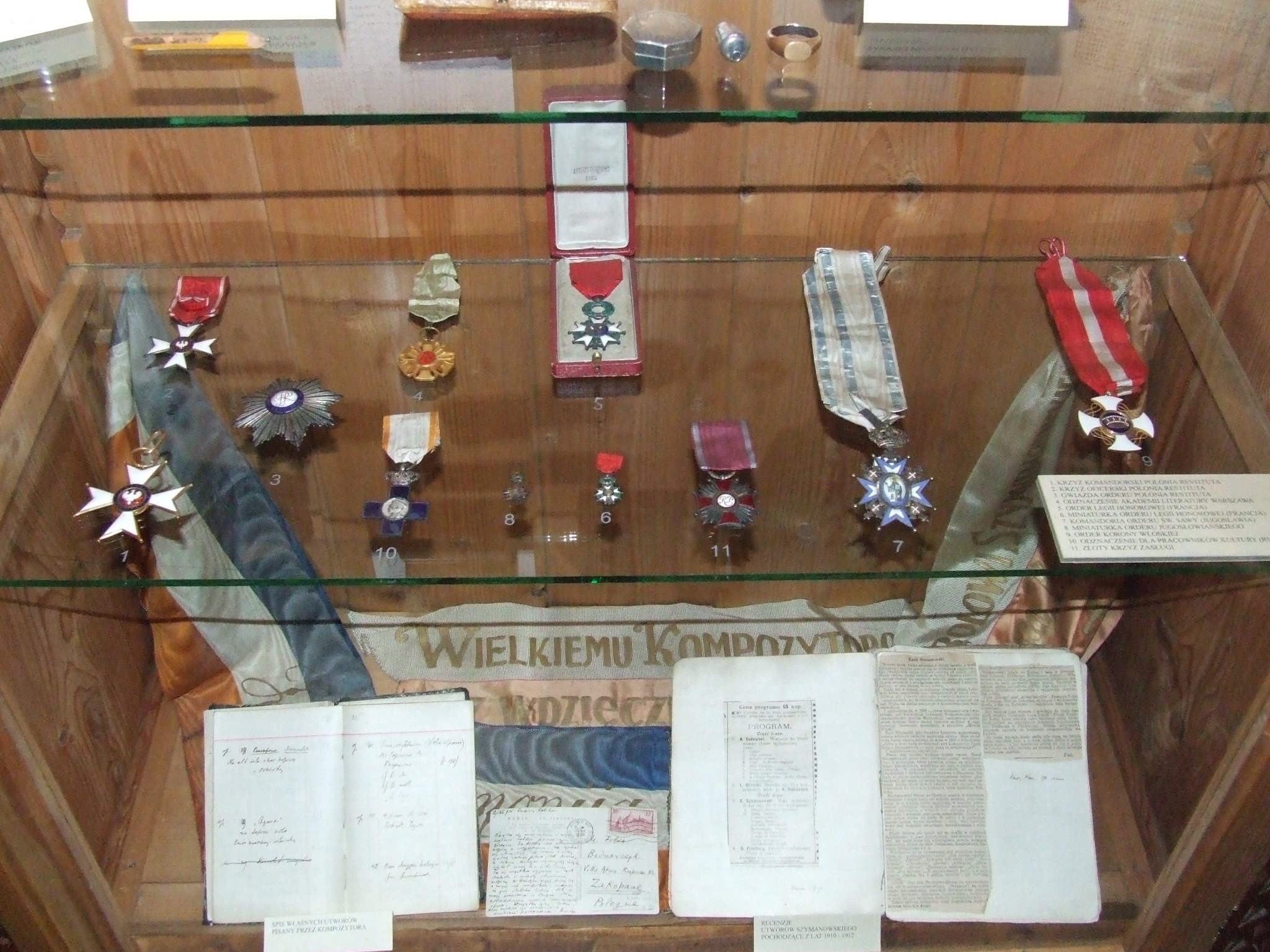
Ordery i odznaczenia Szymanowskiego

- Order Orła Białego (pośmiertnie, 11 listopada 2018)[32]
- Wielka Wstęga Orderu Odrodzenia Polski (pośmiertnie, 2 kwietnia 1937)[33][34]
- Krzyż Komandorski Orderu Odrodzenia Polski (11 listopada 1934)[35]
- Krzyż Oficerski Orderu Odrodzenia Polski (30 kwietnia 1925)[36]
- Złoty Krzyż Zasługi (5 maja 1931)[37]
- Złoty Wawrzyn Akademicki (5 listopada 1935)[38]
- Krzyż Komandorski Orderu św. Sawy (Jugosławia)
- Krzyż Komandorski i Oficerski Orderu Korony (Włochy)
- Krzyż Kawalerski Orderu Legii Honorowej (Francja)
- Krzyż Kawalerski Orderu Zasługi Kulturalnej (Rumunia)
- Odznaka honorowa Regia Accademia di Santa Cecilia

## Upamiętnienie
- Z okazji 125. rocznicy urodzin oraz 70. rocznicy śmierci kompozytora, uchwałą z 16 listopada 2006 Sejm RP zdecydował o ustanowieniu roku 2007 Rokiem Karola Szymanowskiego[39].
- W 2007 r. Poczta Polska wyemitowała w nakładzie 1 miliona sztuk zaprojektowany przez Andrzeja Pągowskiego znaczek pocztowy o nominale 1,35 zł upamiętniający Karola Szymanowskiego[40].
- 3 października 2007 roku Narodowy Bank Polski wprowadził do obiegu monety upamiętniające 125. rocznicę urodzin kompozytora, o nominałach:

1. 200 zł – wykonaną w złocie,
2. 10 zł – wykonaną w srebrze,
3. 2 zł – wykonaną w stopie Nordic Gold[41].

- Od 2018 roku organizowany jest Międzynarodowy Konkurs Muzyczny im. Karola Szymanowskiego w Katowicach, który odbywa się w kategoriach wykonawczych: fortepian, skrzypce, kwartet smyczkowy i śpiew. Piątą kategorię tworzy konkurs kompozytorski, odbywający się rok przed konkursem wykonawczym[42].
- Kompozytor jest patronem Akademii Muzycznej w Katowicach[43].

### Mitologizacja

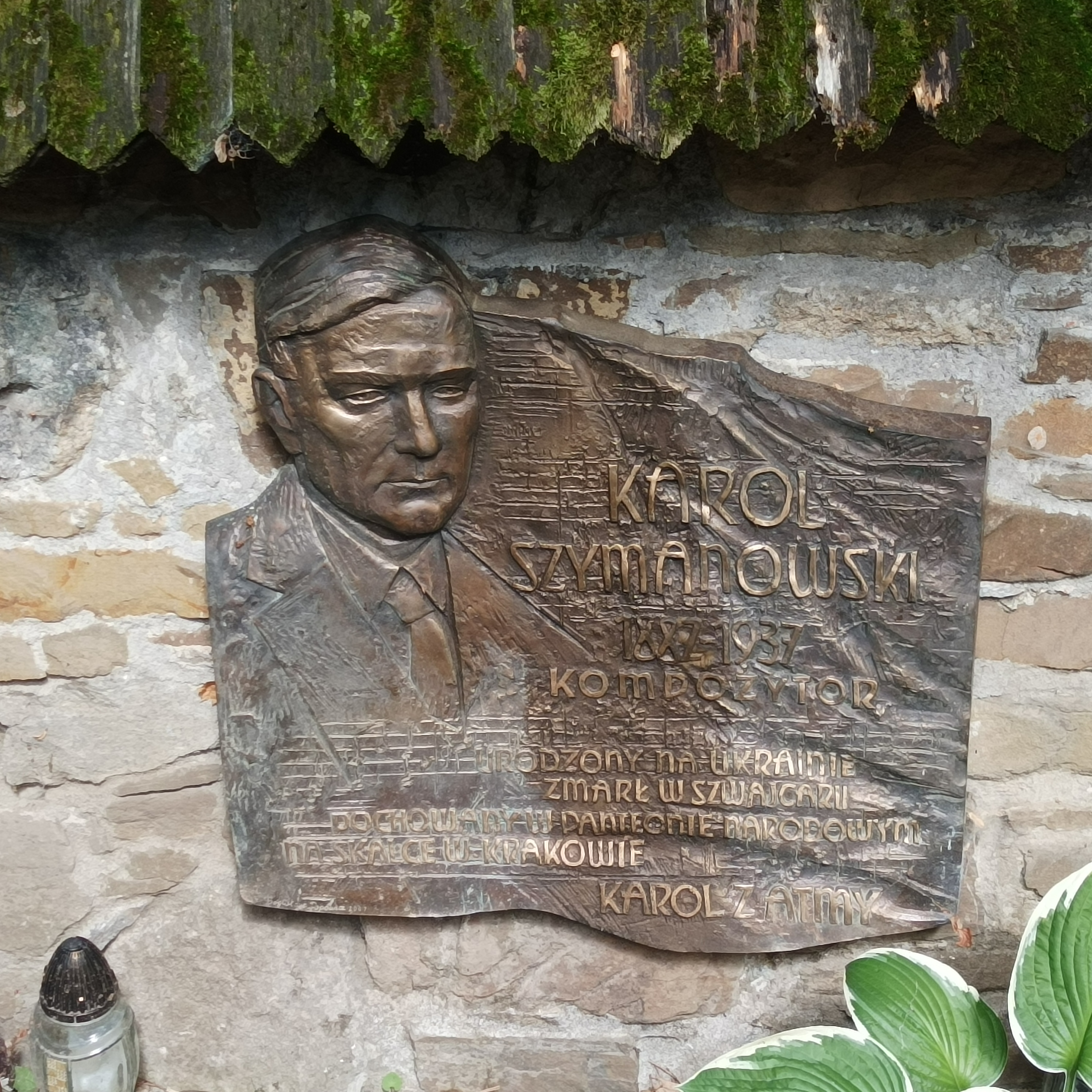
Tablica ku czci Karola Szymanowskiego na
Cmentarzu Zasłużonych na Pęksowym Brzyzku w Zakopanem

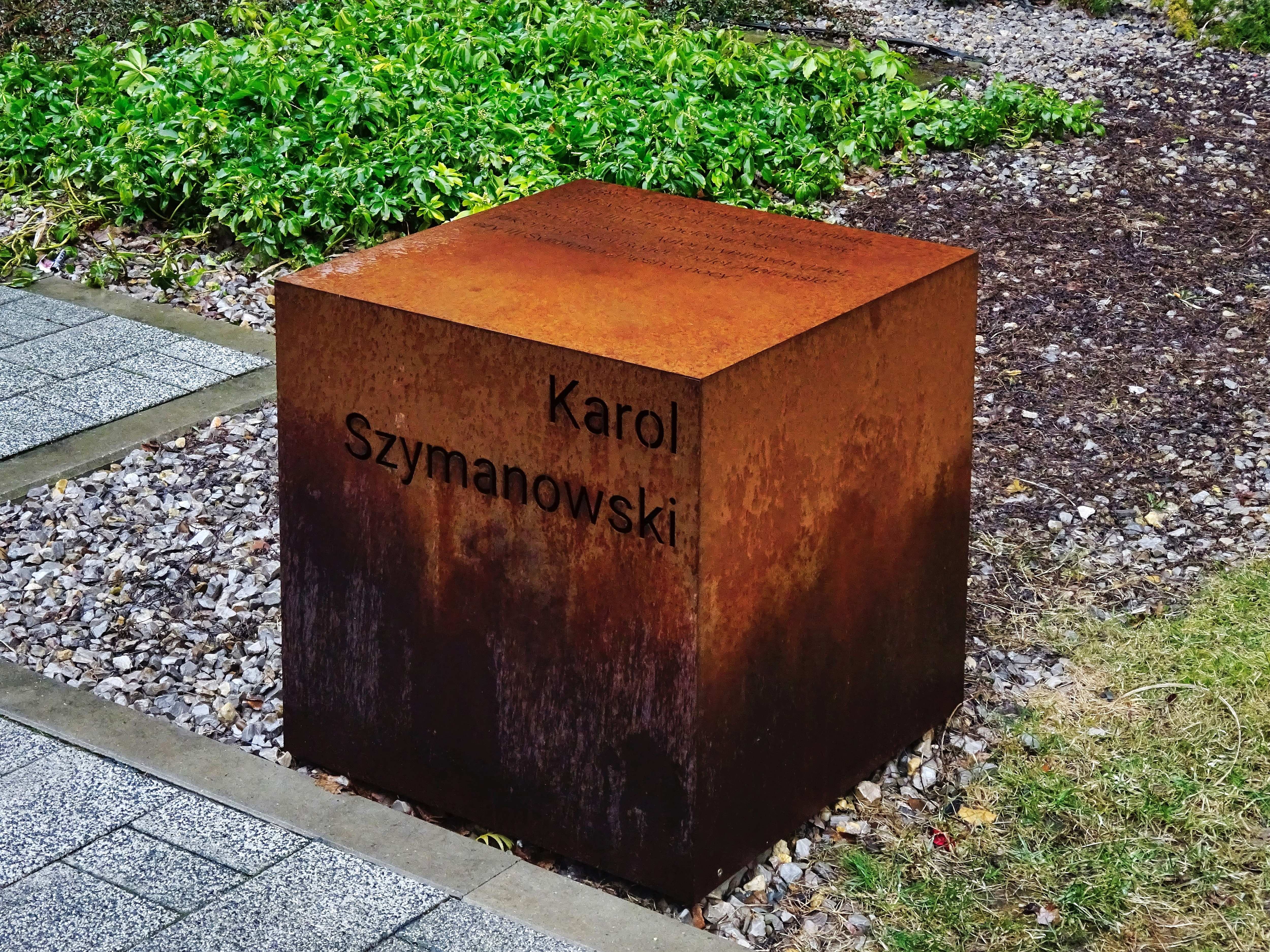
Pomnik-sześcian upamiętniający Karola Szymanowskiego na osiedlu Wizjonerów w Krakowie

Szymanowski czczony był przez lata nie tylko jako wielki kompozytor, ale także patriota i reformator edukacji. Fundament pod mit kompozytora położyli pierwsi biografowie, a potem powielano go – szczególnie ostrożnie podchodząc do kwestii homoseksualizmu. Paradoksalnie wygląda na tym tle fakt, iż bohaterem zapewne pierwszego fotograficznego aktu męskiego w dziejach polskiej fotografii był kochanek kompozytora, znacznie od niego młodszy Aleksander Szymielewicz (zdobi okładkę Homobiografii Krzysztofa Tomasika).
Sceptycznie zapatrują się na takie podejście do Szymanowskiego badacze młodszego pokolenia. Szymanowski nie został wprawdzie „zamarynowany w cnocie”, jakby opisał tę sytuację zaprzyjaźniony z kompozytorem Tadeusz Boy-Żeleński, lecz przedstawiano go zawsze cnotliwiej i korzystniej niż to wynika z zachowanej korespondencji oraz relacji nielicznych przyjaciół odpornych na jego czar., pisze Danuta Gwizdalanka w podsumowaniu stulecia polskiej muzyki. I dodaje:
Lamentowano... nad dolą Szymanowskiego... płacącego zdrowiem za walkę o „postępowość” muzyki polskiej. Z oficjalnego wizerunku twórcy Króla Rogera wymazano homoseksualizm... Jedyną chorobą, na jaką pozwolono cierpieć nałogowemu alkoholikowi była gruźlica, w dodatku źle leczona przez niekompetentnych lekarzy. Odpowiedzialnością za problemy finansowe obciążono skąpstwo rządu i obojętność bogatych przyjaciół na położenie artysty wrażliwego na potrzeby rodziny, ewentualnie enigmatycznych bliźnich, i zbyt słabego, by ograniczać sobie wydatki.